# Miletus zinckenii
Miletus zinckenii är en fjärilsart som beskrevs av Felder 1865. Miletus zinckenii ingår i släktet Miletus och familjen juvelvingar. Inga underarter finns listade i Catalogue of Life.

## Bildgalleri

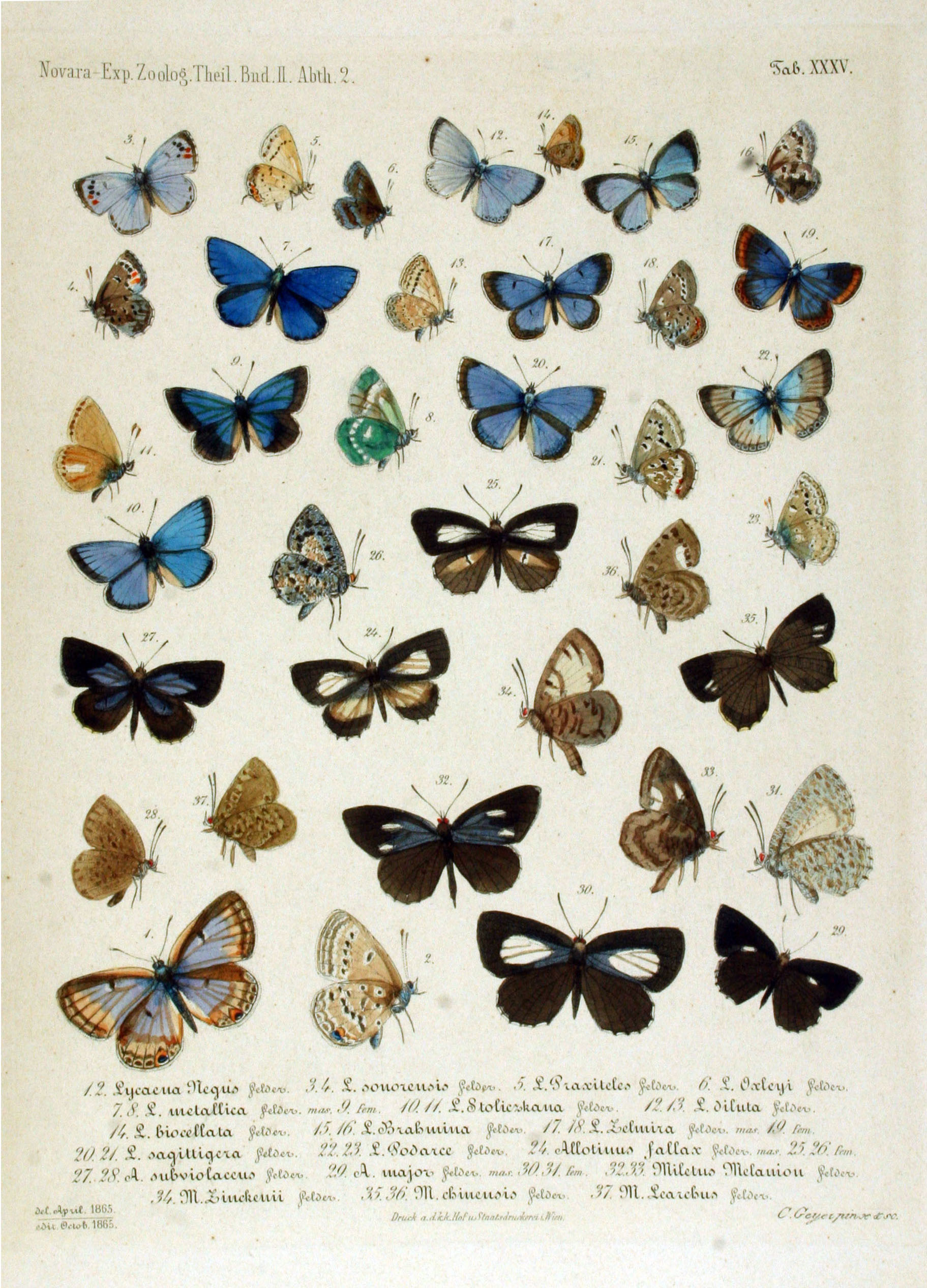